# Cruz de la Orden de Cristo

Cruz de la Orden de Cristo.

La Cruz de la Orden de Cristo, también conocida como la Cruz Portuguesa o Cruz de Portugal, es el emblema de la histórica Orden de Cristo de Portugal. Es uno de los emblemas del país, empleado por sus barcos durante la era de los descubrimientos, por la Fuerza Aérea Portuguesa y apareciendo en la bandera de la Región Autónoma de Madeira.
Ya en el siglo XIX pasó a representar a la Orden Militar de Cristo en Portugal y a la Orden Imperial de Cristo en Brasil. También fue el símbolo del Movimiento Nacional-Sindicalista, un grupo Nacionalsindicalista portugués de principios de los años 30.
Es bastante frecuente confundirla con la Cruz de Malta, o incluso con la Cruz de Hierro (también llamada Cruz patada o Cruz paté).

## Uso de la cruz

Escarapela de la Fuerza Aérea Portuguesa.
Bandera de la Región Autónoma de Madeira (Portugal).
Bandera Real de Portugal (1500–1521).
Bandera de D. João V rodeada por el collar de la Orden de Cristo (siglo XVIII)
Bandera de la ciudad de São Paulo (Brasil).
Escudo de la ciudad de São Paulo (Brasil).
Bandera de Cananéia (Brasil).
Bandera de la Provincia Cisplatina (1811-1828).
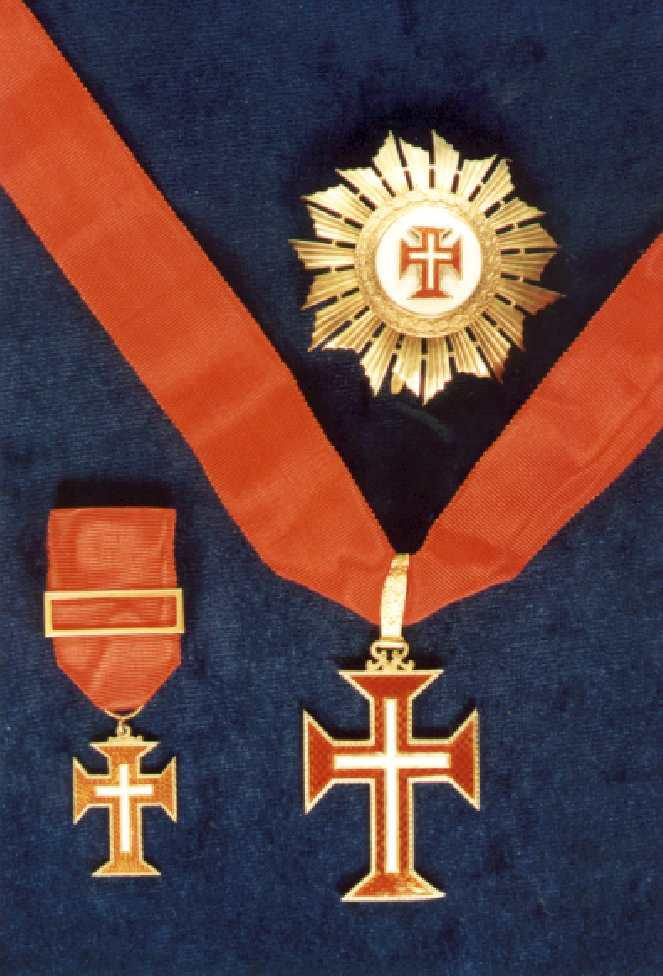
Condecoración que entrega la Orden Militar de Cristo (Portugal).
Bandera del Reino de Brasil (1822).
Primera bandera del Imperio de Brasil (1822-1870).
Segunda bandera del Imperio de Brasil (1870-1889).
Escudo de armas del Reino de Brasil (1822).
Primer escudo de armas del Imperio de Brasil (1822-1870).
Segundo escudo de armas del Imperio de Brasil (1870-1889).